# Front Ocalenia Narodowego

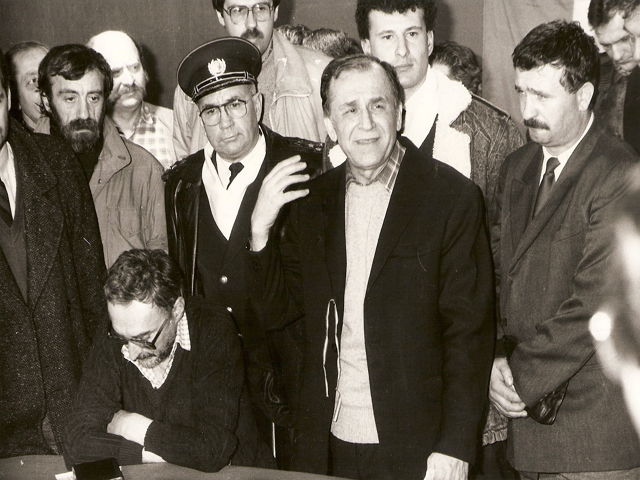
Ion Iliescu w telewizji podczas rumuńskiej rewolucji

Front Ocalenia Narodowego (rum. Frontul Salvării Naționale) – organ sprawujący rządy w Rumunii w pierwszych tygodniach po rewolucji 1989 r., stopniowo przekształcony w partię polityczną o tej samej nazwie (do 1993 r.).
Front Ocalenia Narodowego powstał 22 grudnia 1989 r. w gmachu telewizji w Bukareszcie podczas rewolucji rumuńskiej. Składał się początkowo z 11 osób, wojskowych oraz członków Rumuńskiej Partii Komunistycznej. Niezwłocznie po utworzeniu Front ogłosił, że obejmuje władzę w Rumunii; 26 grudnia 1989 jeden z jego członków, Ion Iliescu (były członek Komitetu Centralnego RPK, odsunięty przez Nicolae Ceaușescu w 1985 r.) został ogłoszony tymczasowym prezydentem Rumunii.
W ciągu kilku kolejnych dni skład Frontu został poszerzony do 145 osób i przejął on funkcje parlamentu Rumunii, a następnie ogłosił dekret o rejestracji partii politycznych. 23 stycznia 1990 r. Front ogłosił wybory parlamentarne w Rumunii, a w kolejnych dniach odbyły się obrady rumuńskiego "okrągłego stołu" z udziałem FON i powstałych w międzyczasie partii politycznych. 6 lutego FON został zarejestrowany jako partia polityczna startująca w wyborach.
W przeprowadzonych w maju 1990 r. wyborach parlamentarnych zwycięstwo odniósł Front Ocalenia Narodowego, a jego przywódca Ion Iliescu został wybrany przez parlament prezydentem Rumunii. Ponownie na tym stanowisku potwierdziły go powszechne wybory prezydenckie w 1992 r., FON wygrał również wtedy wybory parlamentarne (choć liczba głosów oddanych na niego znacznie spadła w stosunku do 1990 r.). W tym okresie doszło do rozłamu we Froncie pomiędzy prezydentem Iliescu i premierem Petre Romanem. Ten ostatni opowiadał się za szybkimi reformami państwa, co zbliżyło go do opozycji; w efekcie Iliescu i jego stronnicy wystąpili z Frontu i powołali Demokratyczny Front Ocalenia Narodowego, który potem przekształcił się w Partię Socjaldemokratyczną. Z kolei kontrolowany przez Romana FON przekształcił się w 1993 r. w Partię Demokratyczną.